# Espectro biológico
O espectro biológico ou níveis de organização da vida é uma sequência de eventos evidentes observados na biologia. O elemento químico carbono combinado com outras substâncias inorgânicas organiza moléculas de substâncias orgânicas ainda sem vida como por exemplo os aminoácidos.
Os aminoácidos se organizam em moléculas orgânicas mais complexas, as proteínas..
A vida se inicia mais exatamente no ácido desoxirribonucléico ADN sigla em inglês DNA, portanto é o ADN quem consegue organizar outras substâncias orgânicas para que se dê o fenômeno da vida. A vida está organizada em diversos níveis de organização de forma que um nível depende do equilíbrio dos outros níveis do espectro biológico para se manter estável. O nível inicial são as moléculas orgânicas, substâncias orgânicas que se organizam em organelas vivas (núcleo, mitocôndrias, lisossomos, ribossomos etc…) organelas vivas dentro das células vivas; essas células vivas (neurônios, leucócitos, hemácias, osteócitos, células epiteliais etc…) essas células por sua vez se organizam em tecidos vivos (tecido nervoso, tecido ósseo, tecido muscular, sangue etc…), os tecidos vivos se organizam em órgãos vivos (coração, baço, pulmões, rins etc…), os órgãos vivos se organizam em sistemas de órgãos vivos (sistema respiratório, sistema digestivo, sistema nervoso, sistema reprodutor, etc…) Os sistemas orgânicos vivos se organizam em organismos vivos e eis o organismo, o Eu, o indivíduo (o rato, a serpente, o homem, o boi, o gafanhoto etc…) esses organismos vivos estão organizados em populações vivas (a população humana, a população de ratos, a população de cobras, a população de gafanhotos etc…) e por aí vai cada espécie tem a sua população no planeta onde nós fazemos parte da população humana. As populações se relacionam entre sí através de relações ecológicas como predatismo, parasitismo, comensalismo, esclavagismo etc. As relações ecológicas são observadas na cadeia alimentar ou teia alimentar em que essas populações de seres vivos estejam participando.

## Níveis de organização da vida
A vida está organizada em níveis de organização onde as populações são apenas um desses níveis dentro da organização existente no espectro biológico:
- As moléculas orgânicas mais complexas se organizam em organelas vivas.
- As organelas vivas se organizam em células vivas.
- As células vivas se organizam em tecidos vivos.
- Os tecidos vivos se organizam em órgãos vivos.
- Os órgãos vivos se organizam em sistemas de órgãos vivos.
- Os sistemas de órgãos vivos se organizam em organismo vivo.
- Os organismos vivos se organizam em populações vivas.
- As populações vivas se organizam em comunidades vivas.
- As comunidades vivas se organizam num ecossistema vivo.
- Os ecossistemas vivos se organizam num bioma vivo.
- Os biomas vivos se organizam num biócoro vivo.
- Os biócoros vivos se organizam num biociclo vivo.
- Os biociclos vivos se organizam numa biosfera viva.
- As biosferas vivas se organizam num Cosmo vivo.

## O espectro biológico
- No plural:

| ← menor maior →               |                     |               |               |                   |                    |            |            |             |              |        |          |           |           |        |
| moléculas orgânicas complexas | organelos celulares | células vivas | tecidos vivos | órgãos funcionais | sistemas de órgãos | organismos | populações | comunidades | ecossistemas | biomas | biócoros | biociclos | biosferas | Cosmos |

- No singular:

| ← menor maior → |          |          |        |        |       |         |           |           |            |             |       |         |          |          |       |
| Átomo           | Molécula | Organela | Célula | Tecido | Órgão | Sistema | Organismo | População | Comunidade | Ecossistema | Bioma | Biócoro | Biociclo | Biosfera | Cosmo |

- Todos os níveis do espectro biológico são extremamente complexos e onde acontecem inúmeros fenômenos biológicos sempre relacionados uns com os outros.